# Друга лига Републике Српске у фудбалу — Исток 2008/09.
Друга лига Републике Српске у фудбалу — Исток 2008/09. је прво такмичење групе Исток у четрнаестој по реду сезони Друге лиге Републике Српске у организацији Фудбалског савеза Републике Српске. У групи Исток се такмичило 16 клубова у 30 кола. Такмичење је током сезоне напустила екипа Хан Пијеска, а њени резултати су брисани. Посљедње 30. коло је завршено 6. јуна 2009.
Побједник је Романија из Пала која се пласирала у Прву лигу Српске 2009/10.
За побједника је првобитно 7. јуна 2009. проглашен Напредак из Доњег Шепка, који је тада заузимао прво мјесто на табели са 63 освојена бода. Мјесец дана касније, Дисциплинска комисија Фудбалског савеза Републике Српске је 7. јула 2009. казнила екипу Напретка из Доњег Шепка одузимањем шест бодова због неправилног наступа играча Данијела Милојевића. Екипа Напретка је кажњена јер је њен играч Данијел Милојевић регистрован у Фудбалском савезу Канаде али не и у Фудбалском савезу Републике Српске, што представља кршење прописаних правила. Напредак је након ове одлуке заоузео друго мјесто са 57 бодова иза Романије која се са 62 бода пласирала у Прву лигу Српске 2009/10.
У Регионалну лигу Српске су испали Подриње из Тршића, ОФК Шековићи и Хан Пијесак.

## Коначна табела
| Плас. | Тим                     | ИГ | Д  | Н  | ИЗ | ГД | ГП | ГР  | Бод | Прелазак у друге лиге                     |
| ----- | ----------------------- | -- | -- | -- | -- | -- | -- | --- | --- | ----------------------------------------- |
| 1.    | Романија, Пале          | 28 | 19 | 5  | 4  | 71 | 23 | +48 | 62  | Прешао у Прву лигу Српске 2009/10.        |
| 2.    | Напредак, Доњи Шепак    | 28 | 20 | 3  | 5  | 56 | 22 | +34 | 57  |                                           |
| 3.    | Подриње, Јања           | 28 | 15 | 5  | 8  | 53 | 26 | +27 | 47  |                                           |
| 4.    | Младост, Велика Обарска | 28 | 15 | 2  | 11 | 51 | 31 | +20 | 47  |                                           |
| 5.    | Пролетер, Дворови       | 28 | 14 | 4  | 10 | 34 | 39 | -5  | 46  |                                           |
| 6.    | Власеница               | 28 | 11 | 8  | 9  | 33 | 26 | +7  | 41  |                                           |
| 7.    | Јединство, Бродац       | 28 | 11 | 5  | 12 | 42 | 41 | +1  | 38  |                                           |
| 8.    | Локомотива, Брчко       | 28 | 10 | 6  | 12 | 35 | 35 | 0   | 36  |                                           |
| 9.    | Горица, Пучиле          | 28 | 10 | 5  | 13 | 44 | 41 | +3  | 35  |                                           |
| 10.   | Младост, Рогатица       | 28 | 9  | 5  | 14 | 37 | 63 | -26 | 32  |                                           |
| 11.   | Рудар, Угљевик          | 28 | 9  | 4  | 15 | 36 | 50 | -14 | 31  |                                           |
| 12.   | Вележ, Невесиње         | 28 | 7  | 7  | 13 | 34 | 55 | -21 | 31  |                                           |
| 13.   | Милићи                  | 28 | 7  | 7  | 14 | 24 | 33 | -9  | 28  |                                           |
| 14.   | Подриње, Тршић          | 28 | 5  | 11 | 12 | 19 | 41 | -22 | 26  | Испали у Регионалну лигу Републике Српске |
| 15.   | ОФК Шековићи            | 28 | 7  | 5  | 16 | 34 | 70 | -36 | 26  | Испали у Регионалну лигу Републике Српске |
| 16.   | Хан Пијесак             | 0  | 0  | 0  | 0  | 0  | 0  | 0   | 0   | Испали у Регионалну лигу Републике Српске |

ИГ = Играо утакмица; Д = Добио; Н = Нерјешено; ИЗ = Изгубио; ГД = Голова дао; ГП = Голова примио; ГР = Гол-разлика ; Бод = Бодови
1. ↑  Дисциплинска комисија Фудбалског савеза Републике Српске је 7. јула 2009. након завршетка такмичења казнила екипу Напретка из Доњег Шепка одузимањем шест бодова због неправилног наступа играча Данијела Милојевића.

| Првак Друге лиге Републике Српске — Исток 2008/09. |
| -------------------------------------------------- |
| ФК Романија 1. титула                              |